# Tinka's Boy
Tinka's Boy, född 10 juni 1989, död 14 januari 2022, var ett holländskt varmblod, mest känd för att ha tagit silver i lagtävlingen i hoppning i ridsport i olympiska sommarspelen 2000. Han kom även på femte plats i lagtävlingen i hoppning i ridsport vid olympiska sommarspelen 2004.

## Bakgrund
Tinka's Boy var en fuxhingst efter Zuidpool och under Esprit (efter Zeus). Han föddes upp av J.P. Muntjewerf i Nederländerna och inledde sin ridsportkarriär i Storbritannien hos Nick Skelton.

## Karriär
Tinka's Boy inledde sin ridsportkarriär i Storbritannien hos Nick Skelton, innan han såldes till Isolde Liebherr, och sattes i träning hos Markus Fuchs 1997. Tinka's Boy deltog tillsammans med Fuchs i alla stora mästerskap mellan 1999 och 2004. Skelton sa i sin självbiografi att Tinka’s Boy förmodligen var världens bästa häst under sin karriär.
Tinka's Boy segrade vid världscupfinalen i Göteborg 2001, tog silvermedalj, både individuellt och i lag vid EM 1999 i Hickstead, lagsilver vid OS i Sydney 2000, och lagbrons 2003 i Donaueschingen. Han tog även silver i lagtävlingen i hoppning i ridsport i olympiska sommarspelen 2000, och kom på femte plats i lagtävlingen i hoppning i ridsport vid olympiska sommarspelen 2004.

### Som avelshingst
Efter tävlingskarriärens slut 2006, var Tinka's Boy framgångsrik som avelshingst. Han är bland annat far till Tinka’s Serenade, som representerade Irland vid Olympiska sommarspelen i London 2012.
Tinka's Boy avled den 14 januari 2022. Under tävlingskarriären tjänade han cirka 2,5 miljoner euro, och vann 26 internationella Grand Prix.